# Pajuna
Pajuna ist eine seltene spanische Rinderrasse, die dem ausgerotteten Auerochsen, der Stammform der meisten Hausrinder, in einigen Merkmalen sehr ähnlich ist. 

## Aussehen und Beschreibung
Da Pajunas seit 1950 immer wieder mit anderen Rinderrassen wie Murciana oder Retinta gekreuzt wurden, haben einige Schläge der Rasse an Ursprünglichkeit eingebüßt. Doch noch gibt es Linien, welche eine deutliche Ähnlichkeit mit dem Auerochsen aufweisen. Dazu gehört ein hochbeiniger, athletischer Körperbau. Pajuna-Bullen wiegen durchschnittlich 600 kg und können teilweise 165 cm Widerristhöhe erreichen. Die Hörner, insbesondere die der Bullen, sind üblicherweise nach vorne gerichtet und von heller Farbe mit dunkler Spitze. Einige gekreuzte Pajunas haben eher nach außen zeigende Hörner. Die Stärke und Größe der Hörner variiert je nach Zuchtlinie. Die Bullen sind dunkelbraun bis schwarz mit hellem Aalstrich, die Kühe wesentlich heller und damit rotbraun. Hier entspricht Pajuna ebenfalls dem Auerochsen. Für diese Rasse wird nordafrikanische Abstammung oder Einfluss von dort domestizierten Rindern vermutet. Tatsächlich weisen Pajuna-Bullen oft einen hellen Sattel auf, welcher an die der nordafrikanischen Auerochsendarstellungen erinnert.
Aufgrund der Kreuzung mit anderen Rassen haben einige Pajuna-Linien jedoch bereits mehrere primitive Merkmale, wie die Wildfarbe oder die Langbeinigkeit, verloren. Der ursprüngliche Phänotyp ist daher im Verschwinden begriffen.

## Vorkommen und Verwendung
Diese ursprüngliche Rinderrasse steht unter besonderem Schutz im spanischen offiziellen Rinderkatalog, da ihre Zahl während der 1980er und 1990er rapide abgenommen hat. Die Qualität des Fleisches dieser Rasse wird zwar geschätzt, doch der traditionelle Nutzen dieser starken Rinder lag in Zugarbeit.
Wie andere Robustrinder ist Pajuna an harsche Bedingungen, besonders kalte Gebirgsregionen, angepasst. Nur unter extremen Wetterbedingungen, wenn das Grasen nicht mehr möglich ist, wird diesen Rindern zugefüttert. Aufgrund ihrer Robustheit und des Auerochsen-artigen Körperbaus und der Wildfarbe wird Pajuna von der Stichting Taurus zur Extensivbeweidung zu Naturschutzzwecken verwendet. Die Rinder sollen gemeinsam mit anderen Primitivrassen wieder die Rolle ihres wilden Vorfahren einnehmen. Pajuna findet in TaurOs Project Verwendung, wo die Rasse gemeinsam mit anderen Auerochsen-artigen Rindern wie Sayaguesa, Tudanca, Maremmana primitivo oder Limia-Rinder verwendet wird, ein dem Auerochsen durch Abbildzüchtung ähnliches Rind zu züchten.